# Coppa di Svizzera 2001-2002 (hockey su pista)
La Coppa di Svizzera 2001-2002 è stata la 44ª edizione della principale coppa nazionale svizzera di hockey su pista. Il trofeo è stato conquistato dal Ginevra per la nona volta nella sua storia.

## Risultati

### Semifinali
| Squadra 1     | Risultato | Squadra 2 |
| ------------- | --------- | --------- |
| 4 aprile 2002 |           |           |
| Thunerstern   | 1 - 4     | Ginevra   |
| Wimmis        | 3 - 2     | Uttigen   |

### Finale
| 13 aprile 2002 | Ginevra | 6 – 1 | Wimmis |  |

## Campioni
| Vincitore Coppa di Svizzera 2001-2002 |
| ------------------------------------- |
| Ginevra9º titolo                      |